# 偽痛風
偽痛風（ぎつうふう、英: Pseudogout）とはピロリン酸カルシウム二水和物 (CPPD) の関節軟骨や周囲組織への沈着を原因とした関節炎を来す疾患の総称である。厳密には急性関節炎のみを指し、広義にはピロリン酸カルシウム結晶沈着症、軟骨石灰化症とも呼ばれる。痛風と同じような症状を来たしながら高尿酸血症が見られないことから名付けられた。

## 病態
高齢者に好発し性差はない。偽痛風における関節炎は、痛風における尿酸への反応と同様のものがピロリン酸カルシウムに対して発生したものである。すなわち、関節包内に析出したピロリン酸カルシウムの結晶に対する炎症反応によって発生する。

### 臨床像
急性及び慢性の結晶誘発性関節炎や関節破壊など多彩。慢性症状（慢性関節炎）では重度の関節組織破壊が起きることがある。
好発部位は、
- 膝、股、手、椎間板線維輪、恥骨結合[3]、肘、肩、まれに黄色靱帯（黄色靱帯骨化症）[4]

臨床病型分類
type A : 急性偽痛風発作
type B : 偽関節リウマチ
type C : 偽変形性関節症(発作あり)
type D : 偽変形性関節症(発作なし)
type E : 潜伏性あるいは無症候性
type F : 偽神経障害性関節症
その他　偽リウマチ性多発筋痛症など
症状分類
1. 偽痛風発作
2. 偽変形性関節症
3. 偽関節リウマチ

## 原因
ピロリン酸カルシウム結晶が沈着する原因は不明であるが、血液中の無機ピロリン酸濃度は高くなくても、関節局所でこれらが過剰に所在することで結晶化し、沈着すると考えられている。
下記に該当する場合に発症しやすい。
- 関節の外傷や損傷[4]。（手術を含む）
- 痛風[4]
- アミロイドーシス。（様々な臓器・組織にタンパクが蓄積）
- 副甲状腺機能亢進症。副甲状腺ホルモンの血中濃度が高いために、血液中のカルシウム濃度が異常に高い。
- ヘモクロマトーシス。（組織中の鉄濃度が異常に高い）
- 低マグネシウム血症
- 低ホスファターゼ症。（血液中のアルカリホスファターゼ値が異常に低い疾患）

なお、家族性の発症が報告される。通常は常染色体優性パターンで遺伝し、40歳までに発症する。

## 症状
関節に激烈な痛みがおこり、患部の炎症に伴う発熱を生じる事がある。痛風よりも痛みは弱い。好発部位は膝関節で、偽痛風発症者の約半数は膝関節に痛みが発生する。それ以外のほとんどの関節にも発生しうるが、肩関節、足関節などの大きな関節のほうが発生しやすい。心筋梗塞や脳梗塞などが誘因となる可能性もあるが、誘因がないこともある。

## 検査
X線検査
軟骨にピロリン酸カルシウムが沈着することで、石灰化像が線状に見える。膝関節の典型例では、半月板に石灰化が見られる。
スクリーニング
5枚の単純XPで軟骨石灰化を確認
- 膝関節(左、右）
- 三角靭帯（左、右）
- 骨盤正面：恥骨結合および寛骨臼をみる。

関節穿刺液検査
関節液内にCPPDが発見されれば診断は確定する。

## 鑑別疾患
- 関節リウマチ、変形性関節症

## 治療
特効薬（特異療法）は無い。急性症状の痛みを軽減するための対症療法として、インドメタシン、ナプロキセンなどの投与。
- 非ステロイド系抗炎症薬[2]
- 発作の予防のためにコルヒチン[2]
- 関節液の排出とコルチコステロイドの関節内注入[3]
- 理学療法[2]

食事療法は行われない。

## 診療科
- 整形外科